# Cangulo-titã
O cangulo-titã (Balistoides viridescens), também conhecido como cangulo-de-lábio-preto ou peixe-porco-titã, é uma espécie de cangulo do gênero Balistoides. É a segunda maior espécie de cangulo conhecida, podendo chegar à medir 75 centímetros, perdendo para o cangulo-cabeçudo (Pseudobalistes naufragium). O cangulo-titã é nativo da região do Indo-Pacífico, sendo frequentemente encontrado nadando sobre recifes de corais.

## Taxonomia
Não possui uma localidade tipo, mas estudos indicam que seja Maurício, no Oceano Índico. Foi descoberto e descrito por Bloch e Schneider, em 1801.

## Biologia

### Adultos
Os adultos vivem solitários em recifes de corais, é uma espécie hostil, com ocorrências de ataques a mergulhadores. Podem ser vistos beliscando corais ou rocha calcaria, em busca de pequenos crustáceos. Seus dentes são muito fortes, chegando até quebrar carapaças de caranguejos e conchas de ouriços-do-mar.

### Jovens
Ao contrario dos adultos, os jovens são pequenos e tímidos, possuem uma coloração mais clara do que os adultos. São vistos frequentemente escondidos entre ramos de corais e prados marinhos.

## Distribuição
São nativos do Indo-Pacífico, sendo encontrado no Mar Vermelho ao sul da Baía de Maputo, Moçambique e a leste das ilhas Line e Tuamotu, do norte ao sul do Japão e ao sul da Nova Caledônia.

## Usos humanos
Jovens são capturados para o comercio de aquários. Na Oceania, o cangulo-titã é pescado e consumido, mas precisam de um bom preparo antes de serem consumidos, pois possuem a ciguatera (um tipo de toxina) em sua carne.